# Liste der Kulturdenkmäler in Reinheim
Die folgende Liste enthält die in der Denkmaltopographie ausgewiesenen Kulturdenkmäler auf dem Gebiet  der  Stadt Reinheim, Landkreis Darmstadt-Dieburg, Hessen.
Hinweis: Die Reihenfolge der Denkmäler in dieser Liste orientiert sich zunächst an Stadtteilen und anschließend der Anschrift, alternativ ist sie auch nach der Bezeichnung, der vom Landesamt für Denkmalpflege vergebenen Nummer oder der Bauzeit sortierbar.
Kulturdenkmäler werden fortlaufend im Denkmalverzeichnis des Landes Hessen durch das Landesamt für Denkmalpflege Hessen auf Basis des Hessischen Denkmalschutzgesetzes (HDSchG) geführt. Die Schutzwürdigkeit eines Kulturdenkmals hängt nicht von der Eintragung in das Denkmalverzeichnis des Landes Hessen oder der Veröffentlichung in der Denkmaltopographie ab.

Das Vorhandensein oder Fehlen eines Objekts in dieser Liste ist keine rechtsverbindliche Auskunft darüber, ob es Kulturdenkmal ist oder nicht: Diese Liste entspricht möglicherweise nicht dem aktuellen Stand der offiziellen Denkmaltopographie. Diese ist für Hessen in den entsprechenden Bänden der Denkmaltopographie Bundesrepublik Deutschland und im Internet unter DenkXweb – Kulturdenkmäler in Hessen einsehbar. Auch diese Quellen sind, obwohl sie durch das Landesamt für Denkmalpflege Hessen aktualisiert werden, nicht immer aktuell, da es im Denkmalbestand immer wieder Änderungen gibt.
Eine verbindliche Auskunft erteilt allein das Landesamt für Denkmalpflege Hessen.
Nutze diese Kartenansicht, um Koordinaten in der Liste zu setzen. In dieser Kartenansicht sind Kulturdenkmale ohne Koordinaten mit einem roten bzw. orangen Marker dargestellt und können in der Karte gesetzt werden. Kulturdenkmale ohne Bild sind mit einem blauen bzw. roten Marker gekennzeichnet, Kulturdenkmale mit Bild mit einem grünen bzw. orangen Marker.

## Kulturdenkmäler nach Ortsteilen

### Georgenhausen
| Bild                     | Bezeichnung                | Lage                                                          | Beschreibung | Bauzeit   | Objekt-Nr. |
| ------------------------ | -------------------------- | ------------------------------------------------------------- | --- | --------- | ---------- |
| Gesamtanlage             | Gesamtanlage               | Georgenhausen, Gesamtanlage Hofgut Georgenhausen Lage         | |           | 404764 DDB |
| Evangelische Pfarrkirche | Evangelische Pfarrkirche   | Georgenhausen, Ollenhauerstraße 36 LageFlur: 1, Flurstück: 77 | Auf den Bauresten eines römischen Heiligtums ließen im 14. Jahrhundert die Ritter vom Rodenstein die erste Kirchenanlage unter dem Schutz des Heiligen Georg errichten. 1790 wurde die baufällige Kirche abgerissen und durch einen Neubau ersetzt.                                                                         | 1790–1794 | 15701 DDB  |
| Georgenhausen Rathaus    | Ehemalige Schule / Rathaus | Georgenhausen, Ringstraße 4 LageFlur: 1, Flurstück: 3/54      | |           | 404765 DDB |
| Herrenhaus des Hofguts   | Herrenhaus des Hofguts     | Georgenhausen, Zum Stetteritz 1 LageFlur: 1, Flurstück: 79/1  | An dieser Stelle stand das alte Herrenhaus des Hofgutes, es war ein mit Schindeln verkleideter Fachwerkbau von gleicher Größe des jetzigen Hauses und wurde 1730 von der Familie Freiherr von Haxthausen gebaut. Das jetzige Gebäude wurde 1911 von Grafen Görtz von Schlitz in neubarocken Formen im Mansardendach erbaut. | 1911      | 926026 DDB |

### Reinheim
| Bild                                                                                            | Bezeichnung                                       | Lage | Beschreibung | Bauzeit         | Objekt-Nr. |
| ----------------------------------------------------------------------------------------------- | ------------------------------------------------- | --- | --- | --------------- | ---------- |
| Bild gesucht BW                                                                                 | Gesamtanlage Altstadt                             | Reinheim, Am Biet 1–13, 2–16, Am Museum 1–11, 2–14, An der Stadtmauer 1–7, 2–6, Bahnhofstraße 7–19, 16, Friedrichstraße 29–41, 2–26, Glöcknergasse 3–5, 2–8, Grabenstraße 1–9, 6, 22, Hinter der Stadt 5, 2, Jahnstraße 1–7, 17–23, 6–12, 14–24, Kaplaneigasse 1–13, 2–12, Kirchstraße 1–49, 53–59, 2–54, Ludwigstraße 3–19, 2–20, Pöllnitzstraße 1–11, 2–24, Seegasse 7–15, 6–10, Ueberauer Straße 7–9, 2–6, Waldstraße 5–15, 2–18, Wallgasse 3, 2–8 Lage | |                 | 404752 DDB |
| Gesamtanlage                                                                                    | Gesamtanlage                                      | Reinheim, Gesamtanlage Wilhelmstraße Lage | |                 | 404750 DDB |
| Gesamtanlage                                                                                    | Gesamtanlage                                      | Reinheim, Gesamtanlage Ziegelwerk Grün Lage | |                 | 404758 DDB |
| Sachteil Haustür                                                                                | Sachteil Haustür                                  | Reinheim, Am Biet 10 LageFlur: 1, Flurstück: 139/2 | Rokokotür |                 | 15678 DDB  |
| Ehemalige Synagoge                                                                              | Ehemalige Synagoge                                | Reinheim, Am Biet 11 LageFlur: 1, Flurstück: 143/2 | |                 | 404734 DDB |
| Tribüne                                                                                         | Tribüne                                           | Reinheim, Am Spielfeld LageFlur: 10, Flurstück: 70/9 | In Odenwälder Granit errichtet mit Relief eines in Kunststein geformten Reichsadlers, der in seinen Fängen ein Hakenkreuz trug, das herausgeschlagen wurde |                 | 404741 DDB |
| Portal des denkmalgeschützten Engelbergtunnel der Odenwaldbahn in der Nähe der B38 bei Reinheim | Engelberg-Tunnel                                  | Reinheim, Am Stock, An der Reinheimer Grenze, Der Ober-Ramstädter Weg LageFlur: 9, 11, Flurstück: 86, 87, 88, 89, 90, 91, 106, 107, 127, 128, 152/1, 155, 156 | Der 240 Meter lange Engelbergtunnel bei Reinheim ist ein Bauwerk der Odenwaldbahn (Hessen) | 1871            | 404735 DDB |
| Hofreite mit Fachwerkhaus                                                                       | Hofreite mit Fachwerkhaus                         | Reinheim, An der Stadtmauer 4 LageFlur: 1, Flurstück: 225/1 | Zweigeschossiges Fachwerkhaus mit Hauszugang auf der linken Gebäudeseite, die geschlossene Hofreite schließt sich rechts an das Wohnhaus an |                 | 15675 DDB  |
| Fachwerkwohnhaus                                                                                | Fachwerkwohnhaus                                  | Reinheim, An der Stadtmauer 6 LageFlur: 1, Flurstück: 222/3 | Geschlossene Hofreite mit zweigeschossigem Fachwerkhaus in Sackgasse hinter Hofgut. Das Anwesen trägt den Hausnamen: Beckerwillems, benannt nach dem Landwirt Wilhelm Becker, vorher: Gerhardts. Heute Familie Buxmann |                 | 15676 DDB  |
| Fachwerkwohnhaus                                                                                | Fachwerkwohnhaus                                  | Reinheim, An der Stadtmauer 7 LageFlur: 1, Flurstück: 220/1 | Geschlossene Hofreite mit zweigeschossigem Fachwerkhaus in Sackgasse hinter Hofgut |                 | 15677 DDB  |
| Teichscheuer                                                                                    | Teichscheuer                                      | Reinheim, Außerhalb 3 LageFlur: 5, Flurstück: 2 | |                 | 404738 DDB |
|                                                                                                 |                                                   | Reinheim, Bahnhofstraße 15 LageFlur: 1, Flurstück: 464 | |                 | 119140 DDB |
| weitere Bilder                                                                                  | Kriegerdenkmal                                    | Reinheim, Bahnhofstraße 16, Bahnhofstraße LageFlur: 1, Flurstück: 958/51 | | um 1900         | 404755 DDB |
| weitere Bilder                                                                                  | Bahnhof, Empfangsgebäude                          | Reinheim, Bahnhofstraße 16 LageFlur: 1, Flurstück: 958/52 | |                 | 404739 DDB |
| Bahnhof, Stellwerk                                                                              | Bahnhof, Stellwerk                                | Reinheim, Bahnhofstraße 16, Bahnhofstraße LageFlur: 1, Flurstück: 958/51 | |                 | 404739 DDB |
| Ehemaliges Amtsgericht                                                                          | Ehemaliges Amtsgericht                            | Reinheim, Darmstädter Straße 2 LageFlur: 1, Flurstück: 724/2 | | 1848            | 404756 DDB |
|                                                                                                 |                                                   | Reinheim, Darmstädter Straße 4 LageFlur: 1, Flurstück: 724/2 | |                 | 119142 DDB |
|                                                                                                 |                                                   | Reinheim, Darmstädter Straße 16 LageFlur: 1, Flurstück: 648/1 | |                 | 119143 DDB |
| Wohn- und Geschäftshaus                                                                         | Wohn- und Geschäftshaus                           | Reinheim, Darmstädter Straße 38 LageFlur: 1, Flurstück: 602/1 | |                 | 404740 DDB |
| Denkmalgeschützte Eisenbahnbrücke von 1870                                                      | Eisenbahnbrücke                                   | Reinheim, Das Bruch LageFlur: 3, Flurstück: 88/5 | | 1870            | 404754 DDB |
| Eisenbahnbrücke                                                                                 | Eisenbahnbrücke                                   | Reinheim, Der Teichweg LageFlur: 7, Flurstück: 23/9 | | 1870            | 404746 DDB |
| Eisenbahnbrücke                                                                                 | Eisenbahnbrücke                                   | Reinheim, Die alten Wiesen LageFlur: 3, Flurstück: 88/3 | | 1896            | 404753 DDB |
| Eisenbahnbrücke über die Gersprenz                                                              | Eisenbahnbrücke über die Gersprenz                | Reinheim, Eisenbahn, Bach-Heubach, Gersprenz LageFlur: 3, 11, Flurstück: 88/8, 1/3, 37 | Brücke über die Gersprenz an der Gemarkungsgrenze zu Ueberau |                 | 404737 DDB |
| "ODENWALDBAHN (II)"                                                                             | "ODENWALDBAHN (II)"                               | Reinheim, Eisenbahn, Am Mühlberg, Am Stock, Bahnhofstraße 16, Darmstadt-Wiebelsbach, Das Bruch, Der Ober-Ramstädter Weg, Der Teichweg, Die alten Wiesen LageFlur: 1, 3, 7, 10, 11, Flurstück: 958/16, 958/49, 958/7, 88/3–8, 88/10, 23/9, 120/1, 106, 107, 131/1, 152/1, 155, 156, 86–91 | | 1870/71         | 953603 DDB |
| Schule                                                                                          | Schule                                            | Reinheim, Friedrichstraße 24 LageFlur: 1, Flurstück: 467/2 | Auf Brachfläche nordöstlich der alten Festung im Jahre 1902 als Volksschule gebaut, Erweiterung in den 1960er und 1970er Jahren. | 1902            | 404757 DDB |
|                                                                                                 |                                                   | Reinheim, Georgenstraße 9 LageFlur: 1, Flurstück: 626/6 | |                 | 119144 DDB |
| Wohnhaus                                                                                        | Wohnhaus                                          | Reinheim, Glöcknergasse 8 LageFlur: 1, Flurstück: 81 | Zweigeschossiges Fachwerkhaus, Hauseingang über zweiflügeliger sechsstufiger Sandsteintreppe aus rotem Mainsandstein |                 | 15682 DDB  |
| Wohnhaus                                                                                        | Wohnhaus                                          | Reinheim, Grabenstraße 15 LageFlur: 1, Flurstück: 263/1 | |                 | 15683 DDB  |
| Eisenbahnbrücke                                                                                 | Eisenbahnbrücke                                   | Reinheim, Hahner Straße (B 426), Der Wembach, Eisenbahn LageFlur: 1, Flurstück: 1082, 965/1, 966/2. 975 | | 1887            | 404759 DDB |
| Wasserwerk                                                                                      | Wasserwerk                                        | Reinheim, Hahner Straße 51 LageFlur: 10, Flurstück: 66 | Zum Zwecke der zentralen Wasserversorgung 1906 errichtet, Eingangsbereich im Jugendstil. | 1906            | 15684 DDB  |
| Hofgut Illbach                                                                                  | Hofgut Illbach                                    | Reinheim, Hof Illbach, Hahner Straße 91, Die Illbacher Straße, Die Hauswiese, Der Lustgarten LageFlur: 15, Flurstück: 5, 53, 54, 6/1, 6/2, 63, 64, 65, 7 | | 1836            | 404751 DDB |
| Wohnhaus                                                                                        | Wohnhaus                                          | Reinheim, Jahnstraße 8 LageFlur: 1, Flurstück: 219 | |                 | 15685 DDB  |
| Wohnhaus                                                                                        | Wohnhaus                                          | Reinheim, Kaplaneigasse 9 LageFlur: 1, Flurstück: 112 | |                 | 15686 DDB  |
| Büchner-Haus, Doktorenhäuschen                                                                  | Büchner-Haus, Doktorenhäuschen                    | Reinheim, Kirchstraße 12 LageFlur: 1, Flurstück: 71/1 | Zweigeschossiges Fachwerkhaus in quadratischer Bauweise mit Walmdach, Hauseingang auf der Hofseite, graue Holzkonstruktion. Stammhaus der Gebrüder Büchner, Urahn Johannes Büchner war um 1650 als Bader tätig. Bekannter Nachkomme war der Schriftsteller und Revolutionär Georg Büchner.                                    |                 | 798609 DDB |
| „Kalbsches Haus“                                                                                | „Kalbsches Haus“                                  | Reinheim, Kirchstraße 21 LageFlur: 1, Flurstück: 101/2 | Das ältestes Gebäude von Reinheim hat seinen Namen vom Geschlecht der Ritter von Kalb aus dem frühen Mittelalter. Um 1276 als der Kalb'sche Hof aufgeführt,im Jahr 1300 in die befestigte Stadtanlage integriert. Heute seit der Sanierung 2011 durch Karl-Dieter Hessel, wird das Haus als Eventhaus und Gaststätte genutzt. | 1450            | 404742 DDB |
| Nebengebäude des „Kalbschen Hauses“                                                             | Nebengebäude des „Kalbschen Hauses“               | Reinheim, Kirchstraße 21 LageFlur: 1, Flurstück: 101/2 | Das Kalb'sche Gut mit Scheunen und Nebengebäude auf der Fläche der heutigen evangelische Kirche. Das Kalb'sche Haus ist das letzte Überbleibsel des ehemaligen Hofes. | 1450            | 404742 DDB |
| Ehemaliger Willichhof                                                                           | Ehemaliger Willichhof                             | Reinheim, Kirchstraße 24 LageFlur: 1, Flurstück: 230/1 | Hofgut, ein ehemaliger Burghof im Kern der Altstadt von Reinheim, mit Herrenhaus. Hier befinden sich das Standesamt und städtische Repräsentationsräume. |                 | 15688 DDB  |
| Mauerzug der Stadtbefestigung · Turm der Stadtbefestigung                                       | Turm- und Mauerreste                              | Reinheim, Kirchstraße 24 LageFlur: 1, Flurstück: 230/1 | Die Stadtbefestigung aus dem 13. Jahrhundert war an den vier Ecken mit hervorspringenden Rundtürmen befestigt, von denen heute nur ein Stumpfturm zum Stadtpark hin erhalten ist, der zeitweise als Ortsgefängnis diente (umgangssprachlich Bätzekammer).                                                                     | 13. Jahrhundert | 404761 DDB |
| Bild gesucht BW                                                                                 | Wohnhaus                                          | Reinheim, Kirchstraße 25 LageFlur: 1, Flurstück: 101/2 | Traufständiges Wohnhaus eines ehemals landwirtschaftlich genutzten Hofes. |                 | 798625 DDB |
| Fachwerkhaus Kirchstraße / Ecke An der Stadtmauer                                               | Fachwerkhaus Kirchstraße / Ecke An der Stadtmauer | Reinheim, Kirchstraße 26 LageFlur: 1, Flurstück: 212/1 | Geschlossene Hofreite mit zweigeschossigem Wohnhaus, das Ober- und Dachgeschoss als Fachwerkaufbau. Das Anwesen trägt den Hausnamen: Bäckersallersch, benannt nach dem Sattler Johann Georg Kopp, *1787 - †1857 und dem Bäcker Georg Karl Kopp, *1855 - †1924                                                                 | 1591            | 15689 DDB  |
| Evangelische Kirche                                                                             | Evangelische Kirche                               | Reinheim, Kirchstraße 27 LageFlur: 1, Flurstück: 105 | Die Dreifaltigkeitskirche zu Reinheim wurde 1611 errichtet. Typisch für sie ist der freigelegte Fachwerkturm mit welscher Haube. | 1611            | 15690 DDB  |
| Wohnhaus                                                                                        | Wohnhaus                                          | Reinheim, Kirchstraße 30 LageFlur: 1, Flurstück: 210/1 | Zweigeschossiges Wohnhaus mit Wappenschild Wappen Mosbach von Lindenfels und Winold von Rosenbach | 1633            | 15691 DDB  |
| Fachwerkhaus Kirchstraße / Ecke Jahnstraße                                                      | Fachwerkhaus Kirchstraße / Ecke Jahnstraße        | Reinheim, Kirchstraße 32 LageFlur: 1, Flurstück: 208, 209 | Zweigeschossiges Wohn- und Geschäftshaus mit ausgebautem Dachgeschoss, Hauseingang über drei Sandsteinstufen, überbaute Torzufahrt. Es gilt als eines der schönsten und formenreichsten Fachwerkhäuser des vorderen Odenwalds.                                                                                                | 1608            | 15692 DDB  |
| Denkmalgeschütztes Gebäude in Reinheim, Kirchstraße 33                                          | Wohnhaus                                          | Reinheim, Kirchstraße 33 LageFlur: 1, Flurstück: 133/1 | |                 | 15693 DDB  |
| Pfarrhaus                                                                                       | Pfarrhaus                                         | Reinheim, Kirchstraße 41 LageFlur: 1, Flurstück: 151 | Nach Umbauten in der jetzigen Form seit 1783, schon vor der Reformation als Pfarrhaus genutzt, von 1849 bis 1903 als Schule. Begründung 1911 als Heimatmuseum, wegen Wohnungsnot nach den Weltkriegen als Unterkunft genutzt, stand erst ab 1974 vollständig als Museum zur Verfügung.                                        |                 | 15694 DDB  |
| Laufbrunnen                                                                                     | Laufbrunnen                                       | Reinheim, Kirchstraße 41 LageFlur: 1, Flurstück: 1070 | |                 | 15694 DDB  |
| Wohnhaus                                                                                        | Wohnhaus                                          | Reinheim, Kirchstraße 57 LageFlur: 1, Flurstück: 889 | |                 | 15695 DDB  |
| Schweizer-Haus                                                                                  | Schweizer-Haus                                    | Reinheim, Kirchstraße 63 LageFlur: 1, Flurstück: 897/1 | |                 | 119147 DDB |
| Ehemaliges Pfarrhaus                                                                            | Ehemaliges Pfarrhaus                              | Reinheim, Kirchstraße 65 LageFlur: 1, Flurstück: 899/3 | |                 | 15696 DDB  |
| Friedhof                                                                                        | Friedhof                                          | Reinheim, Ludwigstraße 21, Eisenbahn LageFlur: 1, Flurstück: 819/3, 963 | |                 | 404762 DDB |
| Eisenbahntunnel                                                                                 | Eisenbahntunnel                                   | Reinheim, Ludwigstraße 21 LageFlur: 1, Flurstück: 819/3 | | 1887            | 404760 DDB |
| SG Castritius-Mühle                                                                             | SG Castritius-Mühle                               | Reinheim, Ober-Ramstädter Weg 1 LageFlur: 1, Flurstück: 735/2 | |                 | 404763 DDB |
| Ehemaliges Finanzamt                                                                            | Ehemaliges Finanzamt                              | Reinheim, Ueberauer Straße 2 LageFlur: 1, Flurstück: 533/1 | |                 | 404743 DDB |

### Spachbrücken
| Bild                       | Bezeichnung                | Lage | Beschreibung                                                                                    | Bauzeit                   | Objekt-Nr. |
| -------------------------- | -------------------------- | --- | ----------------------------------------------------------------------------------------------- | ------------------------- | ---------- |
| Gesamtanlage               | Gesamtanlage               | Spachbrücken, Gesamtanlage Historischer Ortskern Lage                                                                 |                                                                                                 |                           | 404768 DDB |
| Gesamtanlage               | Gesamtanlage               | Spachbrücken, Gesamtanlage Hofstraße Lage                                                                             |                                                                                                 |                           | 119153 DDB |
| Ehemaliges Rathaus         | Ehemaliges Rathaus         | Spachbrücken, Am Pfarrberg 8 LageFlur: 1, Flurstück: 245/1                                                            |                                                                                                 |                           | 15703 DDB  |
| Pfarrhof                   | Pfarrhof                   | Spachbrücken, Am Pfarrberg 10, Im Ort LageFlur: 1, Flurstück: 253, 254                                                | Pfarrhof, bestehend aus Pfarrhaus, Nebengebäude, Remise, Backhaus und vorgelagertem Pfarrgarten |                           | 404767 DDB |
| Evangelische Pfarrkirche   | Evangelische Pfarrkirche   | Spachbrücken, Am Pfarrberg 12 LageFlur: 1, Flurstück: 256/1                                                           |                                                                                                 |                           | 15704 DDB  |
| Eisenbahnbrücke            | Eisenbahnbrücke            | Spachbrücken, Die Junkerplatte LageFlur: 9, Flurstück: 108/2                                                          |                                                                                                 | 1870, 1991 modern ersetzt | 404766 DDB |
| Wohnhaus                   | Wohnhaus                   | Spachbrücken, Dilsbachstraße 3 LageFlur: 1, Flurstück: 175/1                                                          |                                                                                                 |                           | 15706 DDB  |
| Bild gesucht BW            | "ODENWALDBAHN (II)"        | Spachbrücken, Eisenbahn, An der Reinheimer Grenze, Die Junkerplatte LageFlur: 9, Flurstück: 108/1–3, 127, 128, 89, 90 |                                                                                                 |                           | 953602 DDB |
| Wohnhaus                   | Wohnhaus                   | Spachbrücken, Erbacher Straße 11 LageFlur: 1, Flurstück: 97                                                           |                                                                                                 |                           | 15707 DDB  |
| Wohnhaus                   | Wohnhaus                   | Spachbrücken, Erbacher Straße 12 LageFlur: 1, Flurstück: 66                                                           |                                                                                                 |                           | 15708 DDB  |
| Wohnhaus                   | Wohnhaus                   | Spachbrücken, Erbacher Straße 18 LageFlur: 1, Flurstück: 47/1                                                         |                                                                                                 |                           | 15709 DDB  |
| Wohnhaus                   | Wohnhaus                   | Spachbrücken, Erbacher Straße 23 LageFlur: 1, Flurstück: 122/1                                                        |                                                                                                 |                           | 15710 DDB  |
| Wohnhaus                   | Wohnhaus                   | Spachbrücken, Hofstraße 9 LageFlur: 1, Flurstück: 232/3                                                               |                                                                                                 |                           | 15712 DDB  |
| Schule                     | Schule                     | Spachbrücken, Pestalozzistraße 7 LageFlur: 1, Flurstück: 100/1                                                        |                                                                                                 | 1875                      | 119155 DDB |
| Gasthaus „Zum Schützenhof“ | Gasthaus „Zum Schützenhof“ | Spachbrücken, Seestraße 8 LageFlur: 1, Flurstück: 57                                                                  |                                                                                                 |                           | 404770 DDB |
| Feuerwehrgerätehaus        | Feuerwehrgerätehaus        | Spachbrücken, Seestraße 11 LageFlur: 1, Flurstück: 56/1                                                               |                                                                                                 |                           | 404769 DDB |

### Ueberau
| Bild                      | Bezeichnung                            | Lage                                                                                              | Beschreibung                                           | Bauzeit                     | Objekt-Nr. |
| ------------------------- | -------------------------------------- | ------------------------------------------------------------------------------------------------- | ------------------------------------------------------ | --------------------------- | ---------- |
| Bild gesucht BW           | Gesamtanlage                           | Ueberau, Gesamtanlage Historischer Ortskern Lage                                                  |                                                        |                             | 404773 DDB |
| Brücke über die Gersprenz | Brücke über die Gersprenz              | Ueberau, B 426, Lengfelder Straße, Am gelben Born LageFlur: 1, 3, Flurstück: 480/14, 480/15, 90/5 | Dreibogige Sandsteinbrücke des frühen 19. Jahrhunderts |                             | 404771 DDB |
| Bild gesucht BW           | "ODENWALDBAHN (II)"                    | Ueberau, Bach-Heubach, Gersprenz, Dieburger Weg LageFlur: 11, Flurstück: 1/1, 19, 37              |                                                        | 1870/71                     | 953604 DDB |
| Schwengelpumpe            | Schwengelpumpe                         | Ueberau, Weiler Hundertmorgen (Reinheim), Die Hundertmorgen LageFlur: 6, Flurstück: 121           |                                                        |                             | 404772 DDB |
| Pfarrhaus                 | Pfarrhaus                              | Ueberau, Pfarrweg 8 LageFlur: 1, Flurstück: 115, 116                                              |                                                        | 1866                        | 404774 DDB |
| Friedhofsanlage           | Friedhofsanlage                        | Ueberau, Pfarrweg 9 LageFlur: 9, Flurstück: 72                                                    |                                                        |                             | 15723 DDB  |
| Wohnhaus mit Torbau       | Wohnhaus mit Torbau                    | Ueberau, Wilhelm-Leuschner-Straße 1 LageFlur: 1, Flurstück: 283                                   |                                                        |                             | 15714 DDB  |
| Wohnhaus                  | Wohnhaus                               | Ueberau, Wilhelm-Leuschner-Straße 5 LageFlur: 1, Flurstück: 280/3                                 |                                                        |                             | 15715 DDB  |
| Wohnhaus                  | Wohnhaus                               | Ueberau, Wilhelm-Leuschner-Straße 6 LageFlur: 1, Flurstück: 263/2                                 |                                                        |                             | 119158 DDB |
| weitere Bilder            | Evangelische Pfarrkirche               | Ueberau, Wilhelm-Leuschner-Straße 17 LageFlur: 1, Flurstück: 268/1                                |                                                        | ausgehendes 12. Jahrhundert | 15716 DDB  |
| Schule                    | Schule                                 | Ueberau, Wilhelm-Leuschner-Straße 19, Brensbacher Straße 1 LageFlur: 1, Flurstück: 270/1          | ehemaliges Rathaus von Ueberau, heute Grundschule      | 1898                        | 15717 DDB  |
| Bild gesucht BW           | Sachteil: Rundbogentür mit Wappenstein | Ueberau, Wilhelm-Leuschner-Straße 23 LageFlur: 1, Flurstück: 168/1                                |                                                        | 1604                        | 404775 DDB |
|                           |                                        | Ueberau, Wilhelm-Leuschner-Straße 28 LageFlur: 1, Flurstück: 233                                  |                                                        |                             | 119159 DDB |
| Wohnhaus                  | Wohnhaus                               | Ueberau, Wilhelm-Leuschner-Straße 31 LageFlur: 1, Flurstück: 178/1                                |                                                        |                             | 15719 DDB  |
| Wohnhaus                  | Wohnhaus                               | Ueberau, Wilhelm-Leuschner-Straße 40 LageFlur: 1, Flurstück: 223                                  |                                                        |                             | 15721 DDB  |
| Wohnhaus                  | Wohnhaus                               | Ueberau, Wilhelm-Leuschner-Straße 42 LageFlur: 1, Flurstück: 197/1                                |                                                        | 1787                        | 15722 DDB  |

### Zeilhard
| Bild             | Bezeichnung         | Lage                                                                         | Beschreibung | Bauzeit | Objekt-Nr. |
| ---------------- | ------------------- | ---------------------------------------------------------------------------- | --- | ------- | ---------- |
| Gesamtanlage     | Gesamtanlage        | Zeilhard, Gesamtanlage Der alte Dilshof (Weiler Dilshofen, Dilshofen 4) Lage | Eine vierseitige Hofanlage nördlich des Dilsbaches. Sie besteht aus einem traufständigen, zweigeschossigen, massiven Wohnhaus der 1950er Jahre, verschiedenen Nebengebäuden, einer Scheune sowie einem weiteren, untergeordneten Wohnhaus, überwiegend aus dem 19. Jh., einschließlich der sie umgebenden Grün- und Wasserflächen. |         | 926472 DDB |
| Gesamtanlage     | Gesamtanlage        | Zeilhard, Gesamtanlage Der neue Dilshof (Weiler Dilshofen, Dilshofen 8) Lage | Südlich des Dilsbachs gelegener Hof, bestehend aus drei historischen Einzelgebäude und einem denkmalpflegerisch wertlosen Gebäude um einen Innenhof, von dem aus alle Teile erschlossen werden. Das Wohnhaus, massiv, traufständig, zweigeschossig, Satteldach mit beidseitigem Krüppelwalm, stammt noch aus der Erbauungszeit.    | um 1827 | 926475 DDB |
| Bild gesucht BW  | Gesamtanlage        | Zeilhard, Gesamtanlage Historischer Ortskern Lage                            | |         | 119160 DDB |
| Bild gesucht BW  | "ODENWALDBAHN (II)" | Zeilhard, Eisenbahn LageFlur: 3, Flurstück: 87/2                             | | 1870/71 | 953601 DDB |
| Viehwaage        | Viehwaage           | Zeilhard, Hauptstraße 9 LageFlur: 2, Flurstück: 397                          | Funktionstüchtige Brückenwaage / Fuhrwerkswage aus dem Jahre 1916. Im Jahre 2001 von dem Verein Brückewoog renoviert und seitdem fachgerecht gewartet. Platz des jährlichen Brückewoog-Fests | 1916    | 404777 DDB |
|                  |                     | Zeilhard, Hauptstraße 15 LageFlur: 2, Flurstück: 473                         | Ehemalige Schreinerei Ramge in Zeilhard, Hauptstraße 15. Geschlossene Hofreite – zweigeschossiges Backsteingebäude mit Erker | 1910    | 119161 DDB |
| Hofreite         | Hofreite            | Zeilhard, Hauptstraße 21 LageFlur: 2, Flurstück: 475/1                       | Bauernhofreite in Zeilhard der Familie Vonderheit, zweigeschossiges Fachwerkhaus, geschlossener Innenhof |         | 15725 DDB  |
| Ehemalige Schule | Ehemalige Schule    | Zeilhard, Hauptstraße 23 LageFlur: 2, Flurstück: 486                         | |         | 404776 DDB |
| Ehemalige Schule | Ehemalige Schule    | Zeilhard, Schulstraße 3 LageFlur: 2, Flurstück: 560                          | 1905 erbaut und bis 1957 als Schule genutzt, bis 1970 Amtssitz des Bürgermeisters. Im Erdgeschoss befand sich neben dem großen Schulraum auch das Büromeisterbüro. Im Obergeschoss war die Dienstwohnung des Lehrers, im Keller waren die Geräte der Feuerwehr untergebracht.                                                      | 1905    | 404778 DDB |

## Abgegangene Kulturdenkmäler
| Bild            | Bezeichnung | Lage                                                              | Beschreibung   | Bauzeit | Objekt-Nr. |
| --------------- | ----------- | ----------------------------------------------------------------- | -------------- | ------- | ---------- |
| Wohnhaus        | Wohnhaus    | Spachbrücken, Am Pfarrberg 31 LageFlur: 1, Flurstück: 378         | abgerissen     |         |            |
| Wohnhaus        | Wohnhaus    | Spachbrücken, Friedhofstraße 3 LageFlur: 1, Flurstück: 285/2      | stark überbaut |         |            |
| Bild gesucht BW | Wohnhaus    | Ueberau, Wilhelm-Leuscher Straße 35 LageFlur: 1, Flurstück: 182/8 |                |         |            |